# Station Józefówek
Station Józefówek is een spoorwegstation in de Poolse plaats Józefów.